# Carles Bivià
Joan Carles Bivià Muñoz (Alginet, 23 giugno 1985) è un cestista spagnolo.